# Larousse gastronomique
De Larousse gastronomique is een encyclopedie en tevens kookboek over gastronomie. Het grootste deel van het boek gaat over de Franse keuken en bevat recepten voor Franse gerechten en kooktechnieken. Ook worden veel niet-Franse gerechten en ingrediënten genoemd.

De Franstalige Larousse gastronomique wordt uitgegeven door de Franse uitgever Éditions Larousse.

## Achtergrond
De eerste editie (1938) werd bewerkt door Prosper Montagné, met voorwoorden door Georges Auguste Escoffier en Phileas Gilbert. Gilbert werkte mee aan de totstandkoming van dit boek, net als aan Le Guide Culinaire met Escoffier, wat leidde tot een aantal overlappingen van de twee boeken. Om deze reden merkte Escoffier, toen hem werd gevraagd het voorwoord te schrijven, op dat hij met zijn eigen ogen had gezien dat Montagné niet kan ontkennen dat hij Le Guide Culinaire gebruikte als basis voor zijn nieuwe boek, en er tal van recepten uit putte.

## Edities
- Larousse Gastronomique, Prosper Montagné, maître cuisinier, avec la collaboration du docteur Gottschalk, Paris, Editions Larousse, 1938.
- Larousse Gastronomique, Robert J. Courtine, 1984, Paris, Librairie Larousse, 1984, ISBN 2-03-506301-9.
- Larousse Gastronomique: the encyclopedia of food, wine & cookery, Ed. Charlotte Turgeon and Nina Froud. New York, Crown Publishers, 1961. The English translation of the 1938 edition. ISBN 0-517-50333-6.
- 2001 2nd edition, ISBN 2-03-560227-0, with assistance from a gastronomic committee chaired by Joël Robuchon
- English translation of 2nd edition, ISBN 0-609-60971-8
- English translation of 3rd edition, ISBN 0-600-62042-5
- 2008 De Grote Larousse Gastronomique, Nederlandse vertaling door Floris Brester, Jojanneke Claassen-Brouwer, Jacques Meerman en Joost Schipper; Joël Robuchon, Kosmos Uitgevers, ISBN 9789021530369